# Elaeocarpus whartonensis
Elaeocarpus whartonensis är en tvåhjärtbladig växtart som beskrevs av Albert Charles Smith. Elaeocarpus whartonensis ingår i släktet Elaeocarpus och familjen Elaeocarpaceae. Inga underarter finns listade i Catalogue of Life.